# Попово-Іґнацево
Попово-Іґнацево (пол. Popowo-Ignacewo) — село в Польщі, у гміні Мелешин Гнезненського повіту Великопольського воєводства. Населення — 197 осіб (2011).
У 1975-1998 роках село належало до Познанського воєводства.

## Демографія
Демографічна структура станом на 31 березня 2011 року:
|          | Загалом | Допрацездатний вік | Працездатний вік | Постпрацездатний вік |
| -------- | ------- | ------------------ | ---------------- | -------------------- |
| Чоловіки | 101     | 20                 | 74               | 7                    |
| Жінки    | 96      | 20                 | 67               | 9                    |
| Разом    | 197     | 40                 | 141              | 16                   |